# Hårrerivier
De Hårrerivier (Hårrejohka of Hårrejåkka) is een rivier die stroomt in de Zweedse gemeente Kiruna. De rivier vindt haar oorsprong in het meer Boggejávri dat slechts door een 10 meter brede strook land gescheiden is van de Omatrivier. De Omatrivier stroomt noordoostwaarts, haar water belandt in de Råstrivier en daarna in de Lainiorivier.
Het water van de Hårrerivier stroomt zuidoostwaarts, stroomt door diverse meren, meandert hevig en belandt uiteindelijk is de Tavvarivier, die later opgaat in de eerder genoemde Lainiorivier. Ze is 35400 meter lang.
Afwatering: Hårrerivier → Tavvarivier → Lainiorivier → Torne → Botnische Golf